# 〜ときめきラジオ〜 若宮テイ子のハッピー・パラダイス
〜ときめきラジオ〜 若宮テイ子のハッピー・パラダイス（〜ときめきラジオ〜 わかみやテイこのハッピー・パラダイス）は、ラジオ大阪で2025年4月4日から放送開始のラジオの生ワイド番組。

## 概要
ラジオ大阪では、平日9時から11時の放送枠で『ハッピー・プラス』を放送していたが、2025年4月改編をもって、実質金曜日に集約する形で、番組タイトルも変更して再出発することになった。
この番組では、『ハッピー・プラス』の金曜日を担当していた若宮テイ子が、「心ときめく音楽とトーク」で、この番組を聴いているすべてのリスナーに寄り添うもの。

## 放送時間
- 毎週金曜日 9:00-11:00

## パーソナリティ
- 若宮テイ子